# Sandrine Bailly
Sandrine Bailly (født 25. november 1979 i Belley, Ain, Frankrig) er en fransk tidligere skiskytte. 
Bailly vandt den samlede World Cup i skiskydning i 2004-05 sæsonen. I 2003 vandt Bailly guld i kvindernes 10 km Jagtstart, dog måtte hun dele førstepladsen med Martina Glagow da selv ikke foto-finish kunne afgøre hvem der kom først. Hun vandt også sølv, i stafet, for Frankrig ved Vinter-OL 2010 i Vancouver, Canada.